# David Schweiner
David Schweiner (Praga, 1 de junio de 1994) es un deportista checo que compite en voleibol, en la modalidad de playa. Ganó una medalla de oro en el Campeonato Mundial de Vóley Playa de 2023 y una medalla de plata en el Campeonato Europeo de Vóley Playa de 2022.

## Palmarés internacional
| Campeonato Mundial | Campeonato Mundial | Campeonato Mundial | Campeonato Mundial |
| Año                | Lugar              | Medalla            | Pareja             |
| ------------------ | ------------------ | ------------------ | ------------------ |
| 2023               | Tlaxcala (México)  | Medalla de oro     | Ondřej Perušič     |
| Campeonato Europeo |                    |                    |                    |
| Año                | Lugar              | Medalla            | Pareja             |
| 2022               | Múnich (Alemania)  | Medalla de plata   | Ondřej Perušič     |